# La Séauve-sur-Semène
La Séauve-sur-Semène est une commune française située à l'est du Velay, dans le département de la Haute-Loire en région Auvergne-Rhône-Alpes.
Elle tire son nom des forêts (du latin silva) qui couvraient ses versants lorsque fut fondée l'abbaye cistercienne de La Séauve-Bénite, par les seigneurs de Saint-Didier, dans la seconde moitié du XIIe siècle.
Ses habitants sont les Séauvois.

## Géographie
La Séauve-sur-Semène est une commune du Massif central située à l'est du Velay, à 725 mètres d'altitude.

### Localisation
La commune de Séauve-sur-Semène se trouve dans le département de la Haute-Loire, en région Auvergne-Rhône-Alpes.
Elle se situe à 54 km par la route du Puy-en-Velay, préfecture du département, à 30 km d'Yssingeaux, sous-préfecture, et à 8 km de Sainte-Sigolène, bureau centralisateur du canton des Deux Rivières et Vallées dont dépend la commune depuis 2015 pour les élections départementales.
Les communes les plus proches sont : 
Saint-Didier-en-Velay (2,1 km), Pont-Salomon (4,7 km), Saint-Victor-Malescours (4,9 km), La Chapelle-d'Aurec (5,6 km), Saint-Pal-de-Mons (5,8 km), Sainte-Sigolène (6,0 km), Monistrol-sur-Loire (6,1 km), Saint-Ferréol-d'Auroure (6,6 km).
|                     | Pont-Salomon         |                       |
| Monistrol-sur-Loire | La Séauve-sur-Semène | Saint-Didier-en-Velay |
|                     | Sainte-Sigolène      |                       |

### Climat
Pour des articles plus généraux, voir Climat d'Auvergne-Rhône-Alpes et Climat de la Haute-Loire.
En 2010, le climat de la commune est de type climat des marges montargnardes, selon une étude du Centre national de la recherche scientifique s'appuyant sur une série de données couvrant la période 1971-2000. En 2020, Météo-France publie une typologie des climats de la France métropolitaine dans laquelle la commune est exposée à un climat de montagne ou de marges de montagne et est dans une zone de transition entre les régions climatiques « Nord-est du Massif Central » et « Sud-est du Massif Central ».
Pour la période 1971-2000, la température annuelle moyenne est de 9,4 °C, avec une amplitude thermique annuelle de 16,2 °C. Le cumul annuel moyen de précipitations est de 867 mm, avec 9,2 jours de précipitations en janvier et 7 jours en juillet. Pour la période 1991-2020, la température moyenne annuelle observée sur la station météorologique de Météo-France la plus proche, « Monistrol-sur-Loire », sur la commune de Monistrol-sur-Loire à 6 km à vol d'oiseau, est de 10,0 °C et le cumul annuel moyen de précipitations est de 822,3 mm,. Pour l'avenir, les paramètres climatiques de la commune estimés pour 2050 selon différents scénarios d'émission de gaz à effet de serre sont consultables sur un site dédié publié par Météo-France en novembre 2022.

## Urbanisme

### Typologie
Au 1er janvier 2024, La Séauve-sur-Semène est catégorisée bourg rural, selon la nouvelle grille communale de densité à sept niveaux définie par l'Insee en 2022.
Elle appartient à l'unité urbaine de Saint-Didier-en-Velay, une agglomération intra-départementale regroupant deux  communes, dont elle est une commune de la banlieue,,. Par ailleurs la commune fait partie de l'aire d'attraction de Saint-Étienne, dont elle est une commune de la couronne,. Cette aire, qui regroupe 105 communes, est catégorisée dans les aires de 200 000 à moins de 700 000 habitants,.

### Occupation des sols
L'occupation des sols de la commune, telle qu'elle ressort de la base de données européenne d’occupation biophysique des sols Corine Land Cover (CLC), est marquée par l'importance des forêts et milieux semi-naturels (48,1 % en 2018), une proportion sensiblement équivalente à celle de 1990 (48,7 %). La répartition détaillée en 2018 est la suivante : 
forêts (48,1 %), prairies (26,7 %), zones agricoles hétérogènes (15,5 %), zones urbanisées (8,1 %), zones industrielles ou commerciales et réseaux de communication (1,7 %). L'évolution de l’occupation des sols de la commune et de ses infrastructures peut être observée sur les différentes représentations cartographiques du territoire : la carte de Cassini (XVIIIe siècle), la carte d'état-major (1820-1866) et les cartes ou photos aériennes de l'IGN pour la période actuelle (1950 à aujourd'hui).

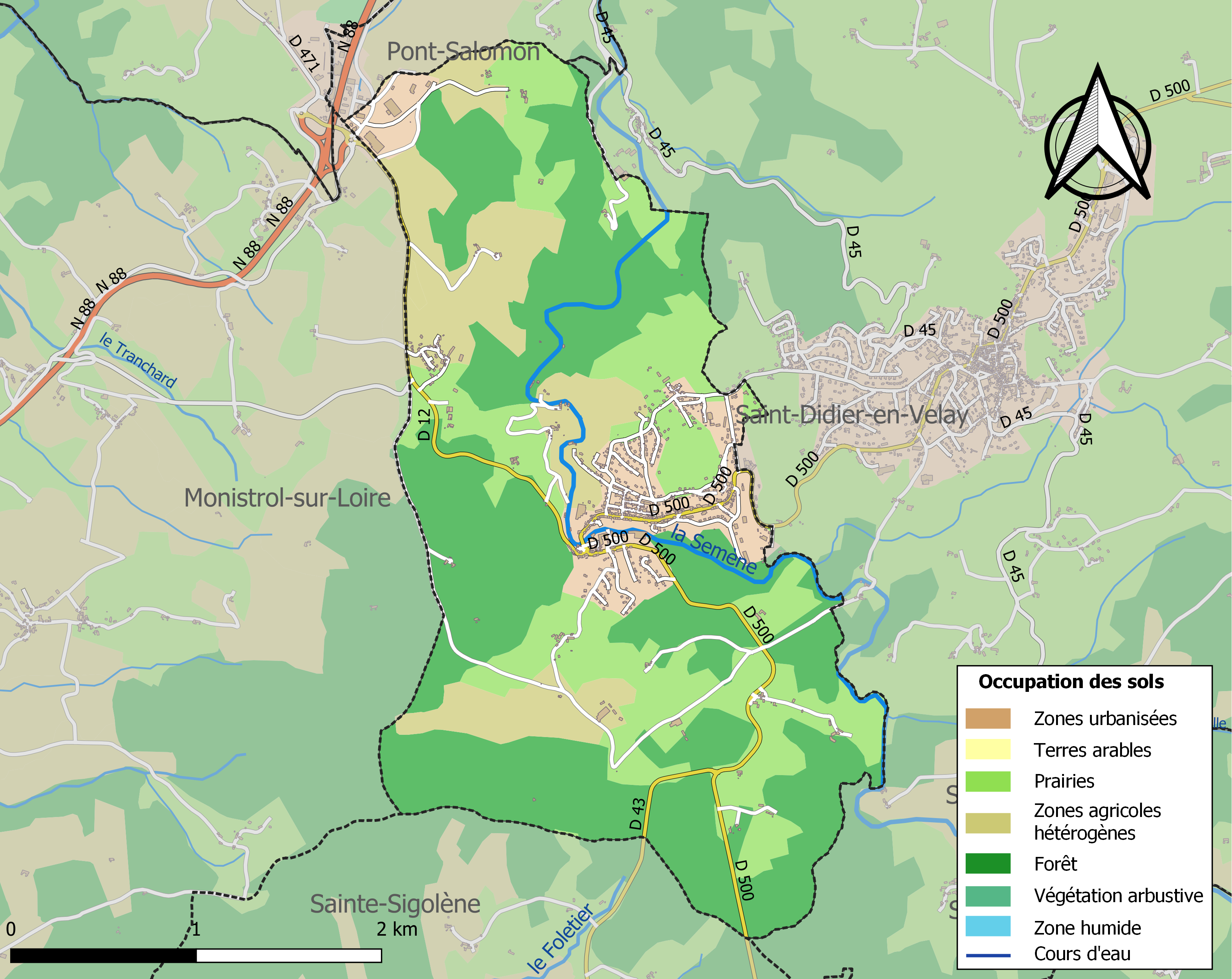
Carte des infrastructures et de l'occupation des sols de la commune en 2018 (CLC).

### Habitat et logement
En 2018, le nombre total de logements dans la commune était de 794, alors qu'il était de 794 en 2013 et de 757 en 2008.
Parmi ces logements, 76,9 % étaient des résidences principales, 5,8 % des résidences secondaires et 17,3 % des logements vacants. Ces logements étaient pour 57,5 % d'entre eux des maisons individuelles et pour 42 % des appartements.
Le tableau ci-dessous présente la typologie des logements à la La Séauve-sur-Semène en 2018 en comparaison avec celle de la Haute-Loire et de la France entière. Une caractéristique marquante du parc de logements est ainsi une proportion de résidences secondaires et logements occasionnels (5,8 %) inférieure à celle du département (16,1 %) mais supérieure à celle de la France entière (9,7 %). Concernant le statut d'occupation de ces logements, 67,8 % des habitants de la commune sont propriétaires de leur logement (68 % en 2013), contre 70 % pour la Haute-Loire et 57,5 pour la France entière.
| Typologie                                               | La Séauve-sur-Semène | Haute-Loire | France entière |
| ------------------------------------------------------- | -------------------- | ----------- | -------------- |
| Résidences principales (en %)                           | 76,9                 | 71,5        | 82,1           |
| Résidences secondaires et logements occasionnels (en %) | 5,8                  | 16,1        | 9,7            |
| Logements vacants (en %)                                | 17,3                 | 12,4        | 8,2            |

## Toponymie
Du latin Silva Lucdunense, qui donnera en ancien occitan La Selva (1408) pour enfin devenir en occitan moderne La Seauva,,.

## Histoire
La Séauve-sur-Semène faisait partie de la commune de Saint-Didier-en-Velay qui se nommait alors Saint-Didier-la-Séauve. Elle n'a été érigée en commune indépendante qu'en 1925. Son histoire est intimement liée à celle de l'abbaye cistercienne qui est le principal seigneur des terres de l'actuelle commune au XVIe siècle. Au XIXe siècle, plusieurs usines se développent autour du site de l'ancienne abbaye de la Séauve. Victor Colcombet (1824-1890), un entrepreneur originaire de Saint-Étienne, installe une importante manufacture de rubans au milieu du XIXe siècle (les Colcombet, grands industriels de la passementerie stéphanoise, furent aussi actifs à St-Genest-Lerpt, Firminy, Riotord, Bourg-Argental, La Talaudière, Villars, ; Victor Colcombet, fils de François Colcombet (1787-1865), était le neveu d'André-Thomas Colcombet, né en 1792, mari en 1827 d'Aglaé Neyron, la fille d'André-Antoine Neyron et la petite-fille d'Antoine Neyron). L'église de la Séauve succède à la chapelle érigée dans le bourg par Marie-Louise Colcombet en 1870.

## Politique et administration

### Découpage territorial
La commune de Séauve-sur-Semène est membre de la communauté de communes Loire et Semène, un établissement public de coopération intercommunale (EPCI) à fiscalité propre créé le 28 décembre 2000 dont le siège est à La Séauve-sur-Semène. Ce dernier est par ailleurs membre d'autres groupements intercommunaux.
Sur le plan administratif, elle est rattachée à l'arrondissement d'Yssingeaux, au département de la Haute-Loire, en tant que circonscription administrative de l'État, et à la région Auvergne-Rhône-Alpes.
Sur le plan électoral, elle dépend du canton des Deux Rivières et Vallées pour l'élection des conseillers départementaux, depuis le redécoupage cantonal de 2014 entré en vigueur en 2015, et de la première circonscription de la Haute-Loire   pour les élections législatives, depuis le redécoupage électoral de 1986.

### Liste des maires
| Période                                  | Période                   | Identité            | Étiquette   | Qualité                                           |
| ---------------------------------------- | ------------------------- | ------------------- | ----------- | ------------------------------------------------- |
| Les données manquantes sont à compléter. |                           |                     |             |                                                   |
| 1925                                     | 1928                      | Alexandre Colcombet |             | Industriel                                        |
| 1933                                     | 1937 ?                    | Auguste Bonnevialle |             | Marchand de vin                                   |
| 1965                                     | 1977                      | Marius Massard      | DVD         | Pépiniériste                                      |
| 1977                                     | 1983                      | Jean Pays           | DVD         | à préciser                                        |
| 1983                                     | 1989                      | Jean Maugier        |             | Conseiller juridique                              |
| 1989                                     | 1995                      | Auguste Olagnon     |             |                                                   |
| 1995                                     | 2003                      | Claudius Guignand   |             |                                                   |
| 2003                                     | 2014                      | Noël Grange         | DVD         |                                                   |
| 2014                                     | En cours (au 28 mai 2020) | Bruno Marcon        | LR puis DVD | Agriculteur, conseiller départemental depuis 2021 |

## Population et société

### Démographie

#### Évolution démographique
L'évolution du nombre d'habitants est connue à travers les recensements de la population effectués dans la commune depuis 1926. Pour les communes de moins de 10 000 habitants, une enquête de recensement portant sur toute la population est réalisée tous les cinq ans, les populations de référence des années intermédiaires étant quant à elles estimées par interpolation ou extrapolation. Pour la commune, le premier recensement exhaustif entrant dans le cadre du nouveau dispositif a été réalisé en 2005.

En 2022, la commune comptait 1 471 habitants, en évolution de +0,34 % par rapport à 2016 (Haute-Loire : +0,36 %, France hors Mayotte : +2,11 %).
| 1926  | 1931  | 1936  | 1946  | 1954  | 1962  | 1968  | 1975  | 1982  |
| ----- | ----- | ----- | ----- | ----- | ----- | ----- | ----- | ----- |
| 1 646 | 1 556 | 1 419 | 1 178 | 1 261 | 1 165 | 1 188 | 1 021 | 1 018 |

| 1990  | 1999  | 2005  | 2006  | 2010  | 2015  | 2020  | 2022  | - |
| ----- | ----- | ----- | ----- | ----- | ----- | ----- | ----- | - |
| 1 074 | 1 095 | 1 231 | 1 248 | 1 414 | 1 466 | 1 485 | 1 471 | - |

#### Pyramide des âges
La population de la commune est relativement jeune.
En 2018, le taux de personnes d'un âge inférieur à 30 ans s'élève à 39,2 %, soit au-dessus de la moyenne départementale (31 %). À l'inverse, le taux de personnes d'âge supérieur à 60 ans est de 20,9 % la même année, alors qu'il est de 31,1 % au niveau départemental.
En 2018, la commune comptait 734 hommes pour 741 femmes, soit un taux de 50,24 % de femmes, légèrement inférieur au taux départemental (50,87 %).
Les pyramides des âges de la commune et du département s'établissent comme suit.
| Hommes | Classe d’âge | Femmes |
| ------ | ------------ | ------ |
| 0,9    | 90 ou +      | 1,7    |
| 4,6    | 75-89 ans    | 7,6    |
| 14,3   | 60-74 ans    | 12,5   |
| 19,9   | 45-59 ans    | 20,1   |
| 20,6   | 30-44 ans    | 19,2   |
| 18,0   | 15-29 ans    | 18,2   |
| 21,7   | 0-14 ans     | 20,6   |

| Hommes | Classe d’âge | Femmes |
| ------ | ------------ | ------ |
| 0,9    | 90 ou +      | 2,5    |
| 8,4    | 75-89 ans    | 11,7   |
| 20,4   | 60-74 ans    | 20,5   |
| 21,3   | 45-59 ans    | 20,3   |
| 16,8   | 30-44 ans    | 16,3   |
| 15,2   | 15-29 ans    | 13,2   |
| 17     | 0-14 ans     | 15,6   |

### Sports et loisirs
- Plan d'eau aménagé sur la Semène.
- Équipements sportifs (football, basket, boulodrome, bi-cross, tennis, escalade).
- Parcours de santé aménagé dans la forêt de Chantemule.
- Salle polyvalente.
- Restaurants et hôtels.

## Économie
- Industries plastiques.
- Décolletage, mécanique.
- Salaisons.

### Revenus
En 2018, la commune compte 573 ménages fiscaux, regroupant 1 417 personnes. La médiane du revenu disponible par unité de consommation est de 21 680 € (20 800 € dans le département).

### Emploi
| Division       | 2008  | 2013  | 2018  |
| -------------- | ----- | ----- | ----- |
| Commune        | 6,7 % | 7,3 % | 6,1 % |
| Département    | 6,3 % | 7,7 % | 7,7 % |
| France entière | 8,3 % | 10 %  | 10 %  |

En 2018, la population âgée de 15 à 64 ans s'élève à 929 personnes, parmi lesquelles on compte 80,6 % d'actifs (74,5 % ayant un emploi et 6,1 % de chômeurs) et 19,4 % d'inactifs,. En  2018, le taux de chômage communal (au sens du recensement) des 15-64 ans est inférieur à celui de la France et département, alors qu'en 2008 il était supérieur à celui du département et inférieur à celui de la France.
La commune fait partie de la couronne de l'aire d'attraction de Saint-Étienne, du fait qu'au moins 15 % des actifs travaillent dans le pôle,. Elle compte 388 emplois en 2018, contre 374 en 2013 et 317 en 2008. Le nombre d'actifs ayant un emploi résidant dans la commune est de 695, soit un indicateur de concentration d'emploi de 55,9 % et un taux d'activité parmi les 15 ans ou plus de 64,6 %.
Sur ces 695 actifs de 15 ans ou plus ayant un emploi, 93 travaillent dans la commune, soit 13 % des habitants. Pour se rendre au travail, 92,7 % des habitants utilisent un véhicule personnel ou de fonction à quatre roues, 1 % les transports en commun, 3,2 % s'y rendent en deux-roues, à vélo ou à pied et 3,1 % n'ont pas besoin de transport (travail au domicile).

## Culture locale et patrimoine

### Lieux et monuments
- L'abbaye de la Sauve-Bénite, ancienne abbaye cistercienne (milieu du XIIe siècle, reconstruite en 1760)[34] : Certaines estimations avance la date de sa construction vers 1223. Deux Rochebaron furent abbesse, Alix, de 1329 à 1345 (fille de Briand), et Alix, de 1402 à 1406 (fille de Guigues)[35]. L'abbaye était d'ailleurs vassale de Rochebaron au XVIIe siècle[36], pour des terres situées a priori vers Os[37] dans la commune actuelle de Bas en Basset. Partiellement détruite par la Révolution française, et défigurée par l'installation d'une fabrique de textile. Elle est aujourd'hui réhabilitée en 47 appartements locatifs et la communauté des communes Loire/Semène. Cette abbaye fait l’objet d’une inscription au titre des monuments historiques depuis le 15 septembre 1993[38].
- Oratoire  (1641) et Croix de Sainte-Marguerite (XVIe siècle). Une moniale de cette abbaye qui se nommait Marguerite a fait l'objet d'un culte local assez important dès le début du XIIIe siècle[39] et jusqu'au début du XXe siècle[40].

- Château de Chantemule (XVIIIe siècle).

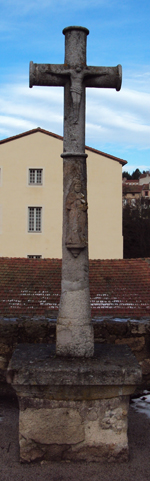
La croix du XVIe devant l'abbaye de la Séauve-sur-Semène.

- Maison Gontaud (XVIe siècle). La maison d'une vieille famille de représentants laîcs de l'abbesse de la Séauve est toujours présente et conserve notamment une très belle porte de la fin du Moyen Âge[41].
- Les moulins et l'usine des Mazeaux. L'actuel village de Mathevard (autrefois nommé les Mazeaux) dispose depuis les temps médiévaux de plusieurs moulins importants. Une très belle façade de l'un d'entre eux existe encore avec la présence d'un superbe et exceptionnel cadran solaire de l'époque révolutionnaire[42]. Il s'agit d'un des six cadrans décimaux conservés en France[43], probablement réalisé en 1794. C'est un décret du 24 novembre 1793 qui instaure le Temps décimal en France (découpage en tranches de dix) avant qu'elle ne soit définitivement abandonnée en avril 1795.